# Número mágico (esporte)
Em certos esportes, um número mágico (magic number) é um número indicado para indicar quão perto um time na dianteira está de conquistar um título na temporada. Ele representa o total de vitórias adicionais pelo líder ou derrotas adicionais pelo time adversário que depois tornam matematicamente impossível para o adversário capturar o título nos jogos restantes. Isto assume que cada jogo resulta em uma vitória ou derrota, mas não em empate. Os outros times que não o líder têm o que é chamado um número de eliminação/trágico (elimination/tragic number) (por vezes abreviado "E#"). Este número representa o número de vitórias pelo líder ou derrotas pelo time perseguidor que eliminará o perseguidor. O número de eliminação do time em segundo lugar é exatamente o número mágico do time em primeiro.
O número mágico é calculado como G + 1 − WA − LB, onde:
- G é o número total de jogos na temporada;
- WA é o número de vitórias que o time A tem na temporada;
- LB é o número de derrotas que o time B tem na temporada.

Por exemplo, na Major League Baseball há 162 jogos numa temporada. Suponha que o topo da classificação da divisão mais tarde na temporada seja assim:
| Time | Vitórias | Derrotas |
| "A"  | 96       | 58       |
| "B"  | 93       | 62       |

Então o número mágico para o time "A" ganhar a divisão é 162 + 1 − 96 − 62 = 5.
Qualquer combinação de vitórias pelo time "A" e derrotas pelo time "B" totalizando 5 fará com que seja impossível ao time "B" ganhar o título da divisão.
O "+1" na fórmula serve o objetivo de eliminar empates; sem ele, se o número mágico mágico caísse a zero e permanecesse assim, os dois times em questão acabariam com marcas idênticas. Se as circunstâncias ditam que o líder ganharia o desempate apesar de qualquer resultado futuro, então o 1 constante adicional pode ser descartado. Por exemplo, a NBA usa uma fórmula complicada para quebrar empates, usando várias outras estatísticas de mérito além do registro total de vitórias/derrotas; contudo, o primeiro desempate entre dois times é o seu confronto direto; se o time da frente já tem essa vantagem, então o +1 é desnecessário.
Em outros esportes, como na MLB, os empates são normalmente quebrados por um jogo decisivo extra entre as equipes envolvidas; o +1 adicional não pode ser removido da fórmula a menos que ambos os times sejam da mesma divisão e ambos estejam garantidos nos playoffs (um como vencedor da divisão e outro como repescado). Quando um time chega ao ponto onde seu número mágico é 1, se diz que ele "alcançou um empate" pela divisão ou repescagem. Porém, se eles terminarem a temporada empatados com outro time, e somente um tiver direito aos playoffs, o jogo decisivo extra apagará aquele "alcance" para o time que perde o jogo decisivo.

## Derivação
A fórmula para o número mágico é derivada diretamente como se segue. Como antes, em algum ponto particular na temporada, digamos que a equipe "A" tenha WA vitórias e LA derrotas. Suponha que eu algum momento mais tarde, a equipe "A" tenha wA vitórias adicionais e lA derrotas adicionais, e defina do mesmo modo WB, LB, wB, lB para a equipe "B". O número total de vitórias que a equipe "B" tem de fazer é assim dado por (WA + wA) − (WB + wB). A equipe "C" alcança quando esse número excede o número de jogos restantes da equipe "B", visto que naquele ponto a equipe "B" não pode tirar a diferença mesmo se a equipe "A" não conseguir ganhar mais jogos. Se há um total de G jogos na temporada, então o número de jogos restantes para a equipe "B" é dado por G − (WB + wB + LB + lB). Assim, a condição para a equipe "A" assegurar é que (WA + wA) − (WB + wB) = 1 + G − (WB + wB + LB + lB). Cancelando os termos comuns, obtemos wA + lB = G + 1 − WA − LB, que estabelece a fórmula do número mágico.

## Subtileza
Às vezes, uma equipe pode parecer ter uma possibilidade matemática de ganhar embora eles tenham sido de fato já eliminados, devido ao calendário. Neste cenário de MLB, há três jogos restantes na temporada. As equipes "A", "B" e "C" são assumidas para estar tendo direito só para o campeonato da divisão; outra equipe com uma melhor marca em outra divisão já pegou o lugar na repescagem:
| Time | Vitórias | Derrotas |
| "A"  | 97       | 62       |
| "B"  | 97       | 62       |
| "C"  | 95       | 64       |

Se o time "C" ganhar os três jogos restantes, ele terminaria com 98-64, e se ambos os times "A" e "B" perderem seus três jogos restantes, eles terminariam com 97-65, o que faria do time "C" o vencedor da divisão. Contudo, se os times "A" e "B" jogarem um contra o outro na semana final (numa série de 3 jogos), um deles necessariamente terá de ganhar pelo menos dois jogos e por meio disso alcançar o título da divisão com uma marca de tanto 100-62 ou 99-63. A conseqüência mais direta dessa situação é que também não é possível para os times "A" e "B" terminarem num empate um com o outro.